# Drapeau de l'oblast de Volgograd
Le drapeau de l’oblast de Volgograd (en russe : флаг Волгоградской области) est l’un des symboles de l’oblast de Volgograd, l’un des sujets fédéraux de Russie. Il a été adopté en 2000.

## Description
La loi de l’oblast de Volgograd relative à son blason et à son drapeau décrit le drapeau ainsi :

« Le drapeau de l’oblast se présente sous la forme d’un rectangle rouge de proportions 2:3 avec au milieu une représentation de couleur blanche de la silhouette de la statue de la Mère-Patrie, érigée sur le kourgane Mamaïev. La hauteur de la statue représente les trois quarts de la largeur du drapeau de l’oblast. Deux bandes verticales bleu foncé sont parallèles à la hampe, chacune d’une largeur égale à un seizième de la longueur du drapeau de l’oblast et séparées par la même largeur l’une de l’autre et du bord du drapeau. »